# Schwemser Spitze
De Schwemser Spitze (Italiaans: Punta d'Oberettes) is een 3459 meter hoge berg in de Ötztaler Alpen in het Italiaanse Zuid-Tirol.
Met die hoogte is het de hoogste berg van de Salurnkam, een subgroep van de Ötztaler Alpen. De berg ligt ten noorden van de overblijfselen van de gletsjer Schwemser Ferner, hemelsbreed ongeveer drie kilometer ten zuiden van de Weißkugel.
Uitgangspunt voor een beklimming van de berg vormt het dorp Kurzras in het Schnalstal. De tocht naar de top voert via de oostelijke wand (II, bereikbaar via de weg naar het Bildstöckljoch (3097 meter)) of via de resten van de Schwemser Ferner en de zuidzijde van de top (I).